# HMS Repulse (1803)
HMS Repulse  (1803) — 74-пушечный линейный корабль третьего ранга. Седьмой корабль Королевского флота, названный Repulse. Спущен на воду 22 июля 1803 года в Дептфорде. Головной корабль одноименного типа.

## История службы
Вступил в строй в 1803 году, капитан Артур Легг (англ. Arthur Kaye Legge). Вошел в состав Флота Канала.
В 1805 году был при мысе Финистерре.
В 1807 году в составе эскадры Джона Дакворта участвовал в Дарданелльской операции (потерял 10 человек убитыми и 10 ранеными) и в Александрийской экспедиции.
В конце 1814 году выведен в резерв в Плимуте.
Разобран в 1820 году.